# Pomnik Fryderyka Chopina w Rio de Janeiro
Pomnik Fryderyka Chopina w Rio de Janeiro – pomnik polskiego pianisty i kompozytora Fryderyka Chopina znajdujący się na Praça General Tibúrcio (nad zatoką Praia Vermelha) w Rio de Janeiro.
Wzniesiony został 1 września 1944 (jako upamiętnienie piątej rocznicy agresji III Rzeszy na II Rzeczpospolitą), a jego autorem jest August Zamoyski. Składa się z granitowego cokołu, na którym znajduje się brązowy posąg artysty (w stroju z epoki) o wysokości 1,10 m. Pomnik posiada napis: Chopin 1944.
Do posągu pozował Jerzy Szabelewski, tancerz i baletmistrz.

### Literatura dodatkowa
- Mieczysław Idzikowski, Bronisław Edward Sydow, Zbigniew Drzewiecki: Portret Chopina : antologia ikonograficzna. T. 10. Kraków: Polskie Wydawnictwo Muzyczne, 1963, seria: Biblioteka Chopinowska. Brak numerów stron w książce
- August Zamoyski. W: Jarosław Iwaszkiewicz: Aleja Przyjaciół. Warszawa: Czytelnik, 1984, s. 67.Sprawdź autora:1.